# XVIIe législature de la République italienne

Composition de la Chambre des députés de la XVIIe législature italienne.

La XVIIe législature de la République italienne (en italien : La XVII Legislatura della Repubblica Italiana) est la législature du Parlement de la République italienne qui a été ouverte le 15 mars 2013 et qui s'est terminée le 22 mars 2018.

## Gouvernements
- Gouvernement Letta
  - Du 28 avril 2013 au 22 février 2014
  - Président du Conseil des ministres d'Italie : Enrico Letta (PD)
  - Composition du gouvernement :  PD, PdL/NCD, SC, UdC, PpI, RI, Indépendants
- Gouvernement Renzi
  - Du 22 février 2014 au 12 décembre 2016
  - Président du Conseil des ministres d'Italie : Matteo Renzi (PD)
  - Composition du gouvernement : PD, NCD, SC, UdC, Demo.S, CD, PSI, Indépendants
- Gouvernement Gentiloni
  - Du 12 décembre 2016 au 1er juin 2018
  - Président du Conseil des ministres d'Italie : Paolo Gentiloni (PD)
  - Composition du gouvernement : PD, NCD/AP, CpE, Demo.S, CD, PSI, Indépendants

## Sièges

### Chambre des députés
| Groupe parlementaire | Nombre de sièges |
| -------------------- | ---------------- |
| PD                   | 293/630          |
| M5S                  | 106/630          |
| FI-PdL               | 67/630           |
| SEL                  | 37/630           |
| NCD                  | 29/630           |
| SC                   | 26/630           |
| PI                   | 20/630           |
| LN                   | 20/630           |

### Sénat
| Groupe parlementaire | Nombre de sièges |
| -------------------- | ---------------- |
| PD                   | 108/315          |
| M5S                  | 50/315           |
| FI-PdL               | 60/315           |
| SEL                  | 7/315            |
| NCD                  | 31/315           |
| SC                   | 8/315            |
| PI                   | 12/315           |
| LN                   | 15/315           |